# Ceratopogon arcanus
Ceratopogon arcanus is een muggensoort uit de familie van de knutten (Ceratopogonidae). De wetenschappelijke naam van de soort is voor het eerst geldig gepubliceerd in 1995 door Borkent and Grogan.